# Valeriano Gómez
Tomás Valeriano Gómez Sánchez (Arroyo del Ojanco, Jaén, 15 de diciembre de  1957) es un político socialista español. Desde el 21 de octubre de 2010 hasta el 22 de diciembre de 2011 fue el ministro de Trabajo e Inmigración en la novena legislatura bajo la presidencia de José Luis Rodríguez Zapatero.

## Carrera política
Licenciado en Ciencias Económicas y Empresariales, está especializado en Economía del Trabajo por la Universidad Complutense de Madrid. Miembro de la Unión General de Trabajadores (UGT) y del Partido Socialista Obrero Español (PSOE), trabajó como economista en el Gabinete Técnico de la Comisión Ejecutiva Confederal de UGT. Ha sido asesor ejecutivo en el Ministro de Trabajo y Seguridad Social desde 1988 hasta 1994 y secretario general de Empleo de 2004 a 2006. Era consejero del Consejo Económico y Social de España.
El día de la huelga general de 2010, estuvo presente en la cabecera de la manifestación en Madrid contra la reforma laboral.

### Ministro de Trabajo
El día 20 de octubre de 2010 fue nombrado ministro de Trabajo por el presidente José Luis Rodríguez Zapatero, jurando su cargo al día siguiente ante el Rey y tomando, posteriormente, posesión de la cartera ministerial.

### Diputado
Concurrió a las elecciones generales del 20 de noviembre de 2011 como número tres de la lista del PSOE por Madrid, siendo elegido diputado. Tras abandonar la cartera ministerial se centró en su labor como diputado, desempeñando el cargo de portavoz del Grupo Socialista en la comisión de Economía del Congreso de los Diputados, cargo del que causó baja el 1 de enero de 2015.

## Distinciones y condecoraciones
- Caballero gran cruz de la Orden de Carlos III (30 de diciembre de 2011).[5]

## Cargos desempañados
- Secretario general de Empleo (2004-2006).
- Ministro de Trabajo e Inmigración (2010-2011).
- Diputado por Madrid en el Congreso de los Diputados (2011-2015).